# Autocars Hife
La Hispano de Fuente En Segures, SA, més coneguda per l'acrònim la HIFE i en alguns casos Autocars Hife és una empresa dedicada al transport, nascuda el 1915 a Benassal i amb les oficines centrals en la ciutat de Tortosa, que opera, principalment, a Catalunya, el País Valencià i l'Aragó. A més, este és també el nom que rep el Grup Hife, que engloba altres empreses que han anat adquirint els propietaris d'Autocars Hife, com ara Sanfiz, Autocars Segarra, Autocars Guiral o l'agència de viatges Terminaltour. Actualment, José María Chavarría és el màxim responsable de l'empresa.

## Serveis
A banda dels serveis discrecionals, la Hife gestiona diverses línies regulars. Alguns exemples són la línia E3 d'Exprés.cat, que unix Tortosa, Amposta, la Ràpita, Les Cases d'Alcanar i Alcanar; l'abonament multiviatge «T-10/120», també d'Exprés.cat, per a desplaçaments per les Terres de l'Ebre; una línia regular entre Barcelona i l'Aeroport Josep Tarradellas; la línia regular entre Tarragona i el Centre Penitenciari Mas d'Enric, i altres línies de transport regular, que unixen diverses localitats de Catalunya, Aragó i el País Valencià —principalment de les províncies de Tarragona, Terol i Castelló—, així com, si bé en menys mesura, altres destins de l'estat espanyol, com la Comunitat de Madrid i el País Basc.
A més a més, l'empresa també s'ocupa de les línies de transport urbà de les localitats catalanes d'Amposta, Calafell, Cubelles, Roquetes, Tortosa i Torredembarra. Cal esmentar les polèmiques que es van aixecar arran d'algunes d'estes adjudicacions: és el cas d'Amposta, on Esquerra i Plataforma per Catalunya van voler aturar, el 2014, l'adjudicació per part de CiU del transport de la ciutat a la Hife per a 10 anys més, atès que l'empresa havia deixat de prestar el servei d'una de les línies durant 18 nits. I és també el cas del tranport escolar de Calafell, on Autocars Plana va denunciar l'ajuntament al·legant que se'ls havia negat la documentació tècnica dels vehicles de les empreses aspirants al concurs públic, intentant, sense èxit, que el concurs fora declarat nul i convocat de nou.
D'altra banda, en els últims temps la Hife ha guanyat una gran popularitat a les Terres de l'Ebre, principalment les línies que connecten amb Barcelona. El motiu d'això és l'elevat preu dels transports ferroviaris i la poca oferta que n'hi ha, cosa que ha fet que l'autobús es presenti com a principal alternativa tant per a estudiants com per a gent de tot tipus que necessita desplaçar-se setmanalment a la capital catalana.

## Premis rebuts
Estos són alguns dels premis rebuts per Autocars Hife:
- Premi a la millor empresa de l'any pel que fa al transport de viatgers en línia regular, atorgat per la revista Autocares&Autobuses el 1997.[15]
- Guardó a la internacionalització, atorgat per CEPTA (Confederació Empresarial de la Província de Tarragona) en la 6a nit empresarial, celebrada el 2004.[16]
- Placa al treball President Macià, l'any 2006.[17]
- Guardó d'honor de la 17a nit empresarial CEPTA, entregat per CEPTA, l'any 2017.[18]
- Premi pel millor transport urbà de municipi petit de l'estat espanyol, pel servei de transport municipal a Calafell, atorgat, també l'any 2017, per la revista Autocares&Autobuses.[19]

## Història
La Hispano de Fuente En Segures, S.A. nasqué, el 1915, a Benassal com a servei per als aiguaders i els visitants de la Font d'en Segures. En un principi, operaven a la província de Castelló però, poc després, arribaren fins a València i, el 1925, a Catalunya i Aragó amb la creació de les línies regulars Tortosa - Vall-de-roures i Tortosa - Vinaròs. Durant els anys següents, seguiren creixent amb la inauguració de noves línies al sud de Catalunya i Aragó, i al nord del País Valencià. D'altra banda, el 1929, inauguraren l'estació de servei 4 Camins, SA, la primera de Tortosa, dedicada al proveïment de carburs.
Durant el gruix del segle xx, milloraran els seus serveis a les Terres de l'Ebre, connectant les seves localitats entre elles i amb Barcelona, i augmentaran la seva presència al Camp de Tarragona. També començaran a oferir alguns serveis internacionals, i crearan la cadena de restaurants Cap de Ball amb el seu primer establiment a Tortosa. L'any 1971, l'empresa passa a mans de la família Chavarría Ferreres, de Tortosa, que encara la gestiona en l'actualitat.
Als 90, la Hife comença a ocupar-se dels serveis de transport urbà de Tortosa, abans gestionats per Autobusos Ebre. Amb la unió de les empreses, s'obren diverses línies que connecten ciutats d'Espanya amb la Costa Daurada i la de Tarongers. Esta mateixa dècada, el grup crea la majorista Hifetours, dependent de Viatges Terminaltour, que destaca per la gestió de congressos i grans grups, i, l'any 2000, obrin dos nous restaurants de la cadena Cap de Ball a Tortosa. El 2004, esdevenen transportistes oficials del mundial de rem, celebrat a Banyoles i, este mateix any, comencen a gestionar el transport urbà de Calafell i Amposta, seguit, el 2008, pel de Peníscola, Torredembarra i Cubelles.
El 2009, la Hife adquirix les concessions d'Automòbils Baix Aragó. Gràcies a açò, amb la unió de les xarxes de les dues empreses, milloraran substancialment el servei que prestaven en esta comarca. Dos anys després, el 2011, compren Autocars Segarra, cosa que els permet estrenar base a Tarragona i millorar els serveis en la província. El 2013, obrin base a Alcanyís i es fan amb la gestió de l'estació de servei Cervantes, a Tortosa. També el 2013, inauguren una base a Malabo, capital de Guinea Equatorial, que serà la primera que obrin fora d'Espanya. Allà, s'inicien en la gestió de transports escolars, a banda d'oferir línies regulars i serveis a les empreses del país.
L'any 2015, centenari de la seua fundació, la Hife amplia els serveis des de les Terres de l'Ebre a Barcelona i Tarragona, i, l'any següent, Autobusos Guiral (Casp, Saragossa) passa a formar part del Grup Hife, cosa que repercutix encara més en la millora del servei en la comarca del Baix Aragó. El 2017, l'empresa Sanfiz, d'Alcobendas (Comunitat de Madrid), s'integra en el Grup, camí que seguix Autocars La Costa de Montblanc (Tarragona) l'any 2018 i, l'any 2019, Autocars Amado.